# Diacamma magdalenae
Diacamma magdalenae (лат.) — вид муравьёв рода Diacamma из подсемейства Ponerinae (Formicidae). Малайзия (Саравак и West Kalimantan; остров Борнео).

## Описание
Длина тела от 12,72 до 14,80 мм, длина головы HL 1,42—1,61 мм, ширина головы HW 1,97—2,32 мм, длина скапуса усика SL 3,72—4,40 мм. Основная окраска чёрная; клипеус, мандибулы и ноги красновато-коричневые. Усики рабочих 12-члениковые (у самцов 13), булава отсутствует. Голова вытянутая, глаза сравнительно крупные, выступающие, располагаются на средней линии в верхнебоковой части головы. Всё тело покрыто грубыми глубокими бороздками, в том числе на первых трёх тергитах брюшка. В стебельке один членик (петиоль), но первый сегмент брюшка резко отделён перетяжкой от остальных.
Вид был впервые описан в 2015 году австрийскими мирмекологами Элис Лэсини (Alice Laciny), Анной Пал (Anna Pal) и Хербертом Цеттелем (Herbert Zettel; Zoological Department, Natural History Museum, Вена, Австрия). Видовое название дано в честь мирмеколога-энтузиаста Даниэлы Магдалены Соргер (Daniela Magdalena Sorger), собравшей этот и многие другие виды муравьёв.